# Gare de Bussang
La gare de Bussang  était une gare ferroviaire française terminus de la ligne d'Épinal à Bussang, située sur le territoire de la commune de Bussang, dans le département des Vosges en région Lorraine.
Elle est mise en service en 1891 par la Compagnie des chemins de fer de l'Est et fermée en 1989 par la Société nationale des chemins de fer français (SNCF)

## Situation ferroviaire
Établie à 602 mètres d'altitude, la gare terminus de Bussang était située au point kilométrique (PK) 59,917 de la ligne d'Épinal à Bussang, après la gare de Saint-Maurice (France).

## Histoire
La « gare de Bussang » est mise en service et inaugurée le 18 octobre 1891 par la Compagnie des chemins de fer de l'Est lorsqu'elle ouvre à l'exploitation le prolongement de la ligne d'Épinal à Saint-Maurice jusqu'au nouveau terminus de Bussang. L'inauguration a lieu en présence de Jules Ferry, sénateur, et Benjamin Pottecher, entrepreneur et maire de Bussang, deux personnages qui ont voulu et soutenu la venue du chemin de fer dans cette ville d'eau.
Les moyens de transports et notamment le chemin de fer et sa gare vont être l'un des éléments à l'origine de la création, par Maurice Pottecher, et du succès du théâtre du Peuple de Bussang ouvert en 1894.
Le 27 mai 1989, la gare est fermée à tous trafics, bien que le dernier autorail X 4300 ait été retenu en gare par des opposants à sa fermeture.
La section de ligne, entre Remiremont (gare ouverte la plus proche) et l'ancien terminus de Bussang, a été déclassée le 15 novembre 1993 du PK 27,607 au PK 60,302 (ancienne fin de la ligne), les installations ont ensuite été déposées et la plate-forme est devenue une voie verte après son rachat, en 2002, par le conseil général du département.
Le bâtiment voyageurs de la gare, inutilisé depuis sa fermeture, est remis en état et réaménagé pour accueillir l'office de tourisme, qui inaugure ses nouveaux locaux le 2 juin 2012.

## Service des voyageurs
Il n'y a plus de desserte ferroviaire, la gare la plus proche est Remiremont. Un service de cars TER Lorraine (ligne 8 : Remiremont - Bussang) dessert la commune.

## Galerie de photographies

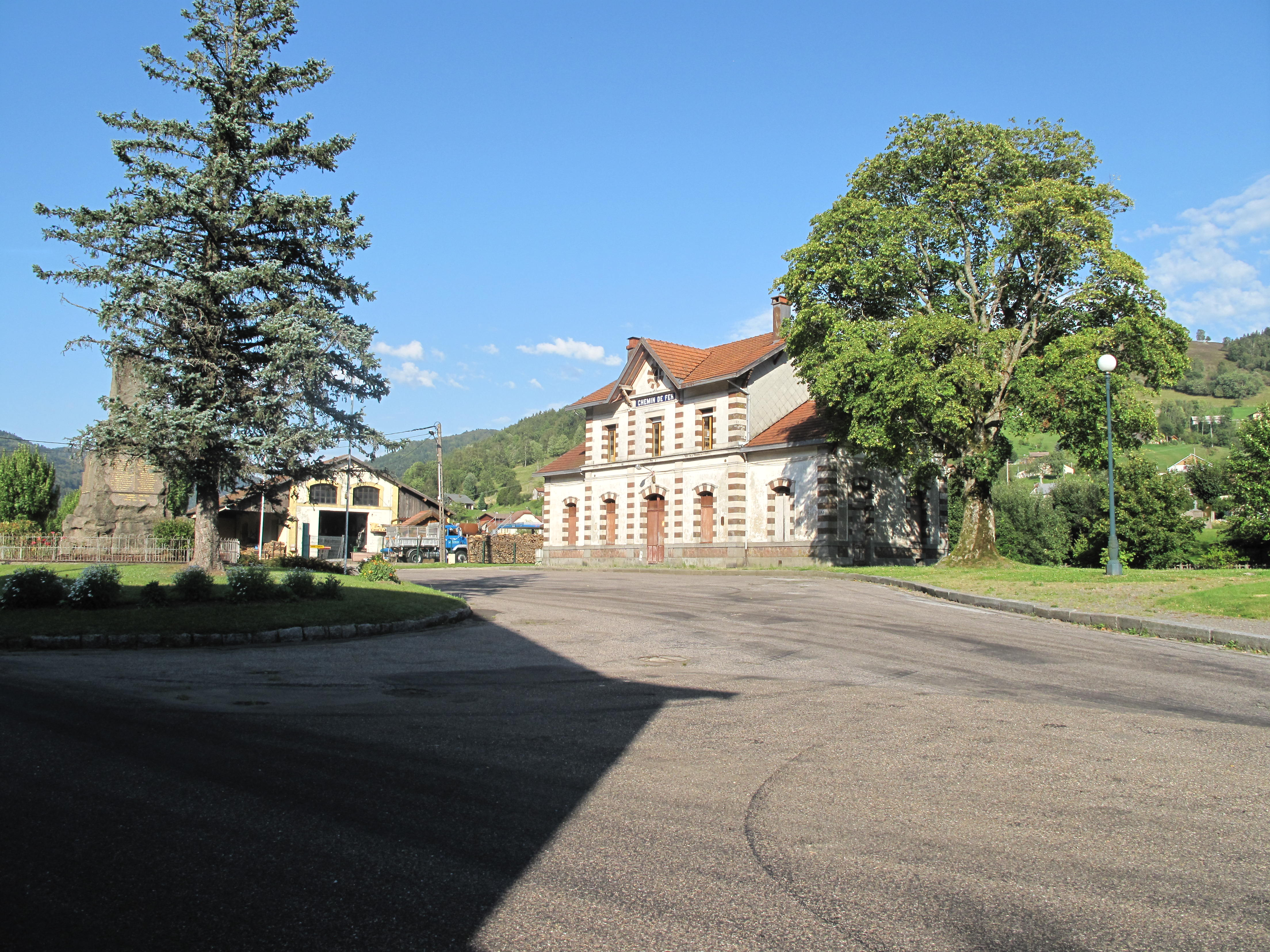
Place de la gare (2011)
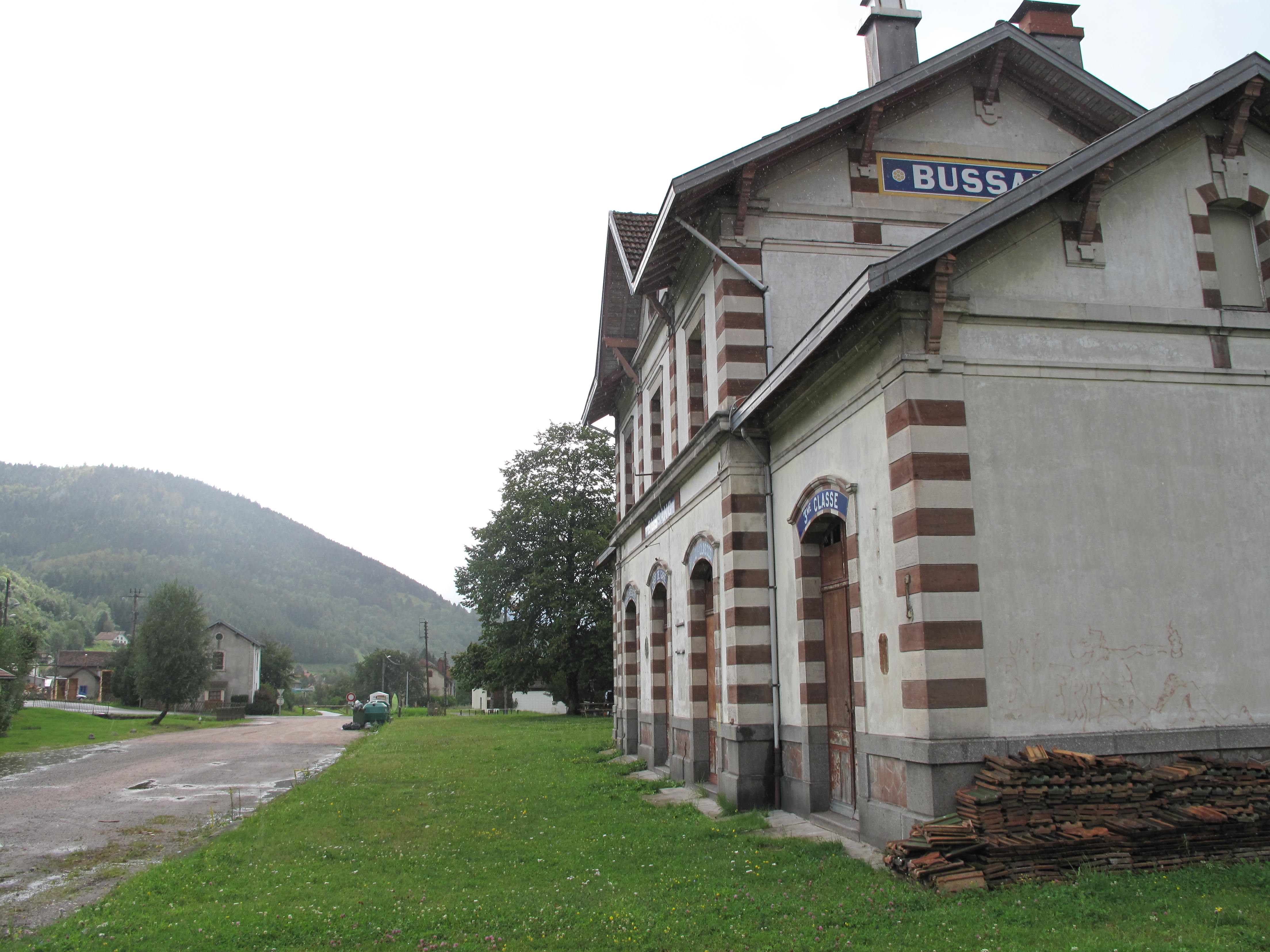
Bv et voie verte (2011)
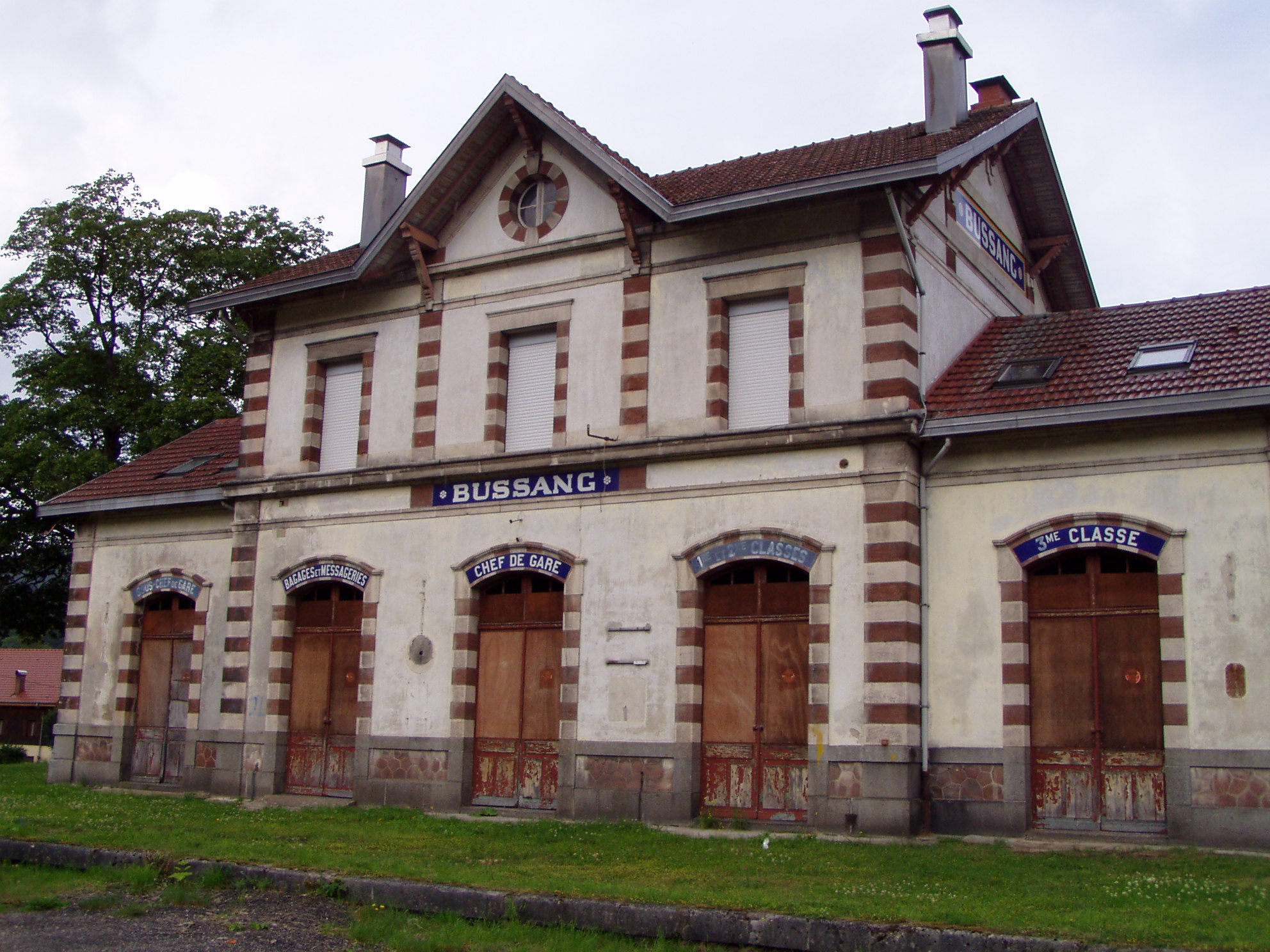
Bv fermé (2011)
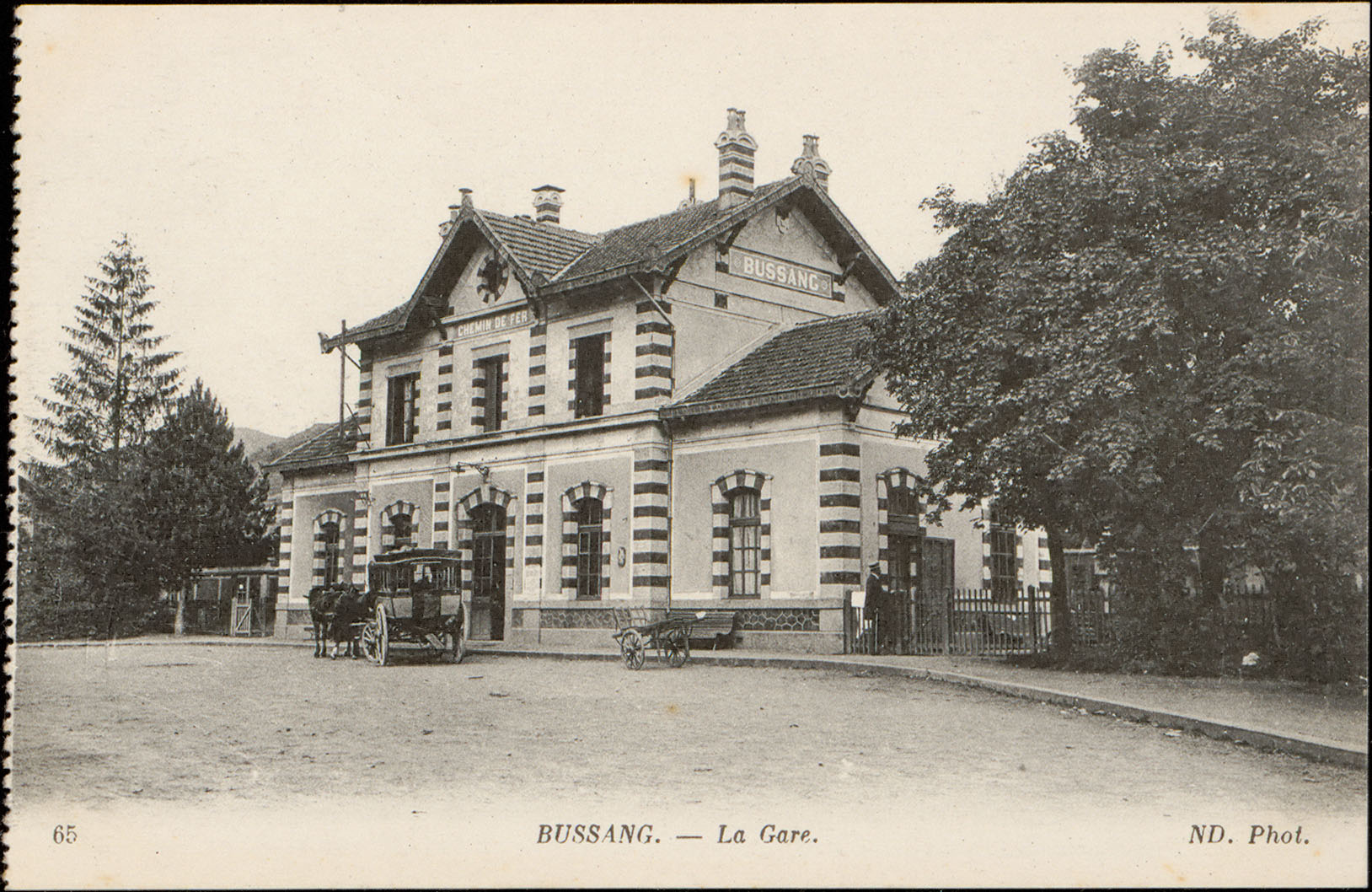
Gare de Bussang (vers 1900)